# Luigi Gatti (attore)
Luigi Gatti (Roma, 9 aprile 1909 – Roma, 18 agosto 1977) è stato un attore italiano.
Nella sua carriera ha svolto anche il ruolo di organizzatore e amministratore teatrale.
È il padre di Paolo Gatti, avuto dall'attrice Lilla Katte

## Biografia
Diplomato all'Accademia nazionale d'arte drammatica "Silvio D'Amico" a Roma, iniziò la sua attività come attore nel 1941 con la compagnia Stabile del Teatro Quirino, diretta da Sergio Tofano. Nel 1943 passò nella compagnia diretta da Guido Salvini al Teatro Argentina per la rappresentazione della Francesca da Rimini di D'Annunzio.
Iniziò la carriera amministrativa con Renzo Ricci e Eva Magni nel 1947-1948 e 1949. Nel 1950 organizzò la prima compagnia Pagnani-Cervi e nel 1951 la seconda con la stessa ditta. Nel 1952 Pagnani-Tofano-De lullo-Foà. Nel 1954 compagnia Gino Cervi per la rappresentazione del Cirano di Bergerac e Il cardinale Lambertini di Alfredo Testoni.
Organizzò molti spettacoli estivi al Teatro romano di Verona e al Teatro Olimpico di Vicenza e al Teatro del Vittoriale, presso il Vittoriale degli Italiani, a Gardone Riviera. Partecipò come attore a numerose trasmissioni televisive e anche a molti film.
Muore a Roma il 18 agosto 1977, ed è sepolto al cimitero Flaminio di Roma.

## Filmografia parziale

### Cinema
- I delfini, regia di Francesco Maselli (1960)
- La signora è stata violentata, regia di Vittorio Sindoni (1973)
- Il saprofita, regia di Sergio Nasca  (1974)

### Televisione
- Scaramouche, regia di Daniele D'Anza – miniserie TV, quinta puntata (1965)
- Stasera Fernandel, regia di Camillo Mastrocinque – miniserie TV, episodio Terrore al castello (1968)